# أوتو فيديجن
أوتو فيديجن Otto Weddigen (ولد في 9 فبراير 1851 في ميندن بولاية فيستفالن وتوفي في 29 يناير 1940 في برلين) كاتب وأديب ألماني.
درس التاريخ وعلم الأدب وعلم الجمال. وحصل على درجة الدكتوراه في عام 1874 من جامعة روستوك بأطروحة عن «أنشودة رولاند». وقد عمل فترة من الوقت في التدريس في مدارس ثانوية. وأحيل للتقاعد عام 1893 وتفرغ من حينها للكتابة.
يشمل إنتاجه الأدبي روايات وقصصا وقصائد، والتي لحن منها الكثير، وكذلك مسرحيات. كتب أيضا عدة كتب في تاريخ الأدب. يعتبر من الكتاب ذوي النزعة الوطنية والذين ساهموا في تمجيد الروح القومية والعسكرية أثناء الحرب العالمية الأولى. وكان قد أصدر مجلة شهرية بعنوان «من أجل صغارنا» Für unsere Kleinen بين عامي 1903 حتى 1907.